# Slobodan Medojević
Slobodan Medojević (Servisch: Слободан Медојевић) (Novi Sad, 20 november 1990) is een Servisch voetballer die bij voorkeur als defensieve middenvelder speelt. Hij tekende in augustus 2014 een driejarig contract bij Eintracht Frankfurt, dat circa €2.000.000,- voor hem betaalde aan VfL Wolfsburg.

## Clubcarrière
Medojević komt uit de jeugdopleiding van FK Vojvodina. Hij debuteerde tijdens het seizoen 2006/07 op 2 mei 2007 tegen FK Mladost Apatin. Hij speelde 68 competitiewedstrijden voor FK Vojvodina, waarin hij vijf keer scoorde. Medojević tekende op 2 januari 2012 een contract bij het Duitse VfL Wolfsburg, dat €2.000.000,- voor hem betaalde. Hij debuteerde voor VfL Wolfsburg op 31 maart 2012 tegen FC Nürnberg.